# Ratschendorf
Ratschendorf is een plaats en voormalige gemeente in de Oostenrijkse deelstaat Stiermarken. Het is sinds 2015 een ortschaft van de gemeente Deutsch Goritz, die deel uitmaakt van het district Südoststeiermark.
De gemeente Ratschendorf telde in 2013 611 inwoners en lag tot 2013 in het district Radkersburg. In 2015 ging ze bij een herindeling op in de gemeente Deutsch Goritz.
Bad Gleichenberg · Bad Radkersburg · Deutsch Goritz · Edelsbach bei Feldbach · Eichkögl · Fehring · Feldbach · Gnas · Halbenrain · Jagerberg · Kapfenstein · Kirchbach-Zerlach · Kirchberg an der Raab · Klöch · Mettersdorf am Saßbach · Mureck · Paldau · Pirching am Traubenberg · Riegersburg · Sankt Anna am Aigen · Sankt Peter am Ottersbach · Sankt Stefan im Rosental · Straden · Tieschen · Unterlamm
- Gemeinsame Normdatei: 4381677-0
- Virtual International Authority File: 242717076